# ألين بيترسون
ألين بيترسون (بالإسبانية: Aline Pettersson)‏ هي راوية ‏ وكاتِبة وشاعرة مكسيكية، ولدت في 11 مايو 1938 في مدينة مكسيكو في المكسيك.